# Rapporto di trasmissione

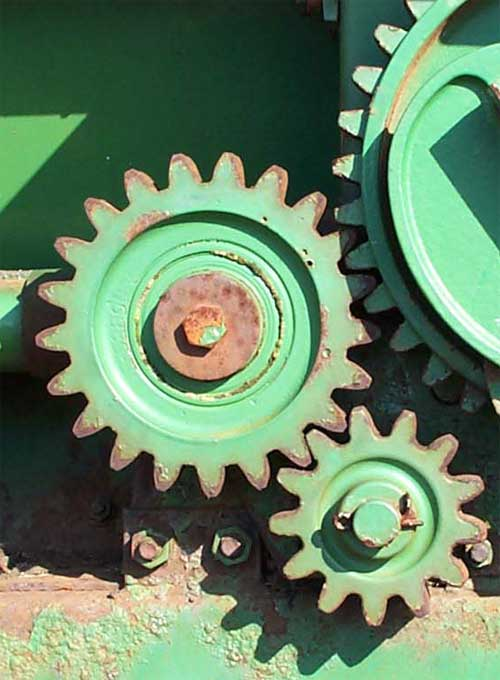
Ruote dentate: il loro rapporto di trasmissione è di 1,5

Il rapporto di trasmissione è un parametro utilizzato in meccanica per caratterizzare come il movimento si trasferisce da una ruota dentata ad un'altra in una coppia di ingranaggi. Viene indicato con la lettera Tt per la formulazione teorica, con la semplice lettera T per la formulazione pratica.
Può essere definito come il coefficiente di moltiplicazione o riduzione della velocità di rotazione in una coppia di ruote dentate o di pulegge che si trasmettono il movimento.
In ambito automobilistico, è anche detto rapporto al ponte, e definisce il rapporto tra i giri del motore e quelli delle ruote di trazione, normalmente dato dalla coppia conica sul differenziale al ponte posteriore.

## Definizione
La ruota dentata che trasmette il moto si definisce ruota conduttrice o motrice, mentre quella che riceve il movimento si definisce ruota condotta o mossa.

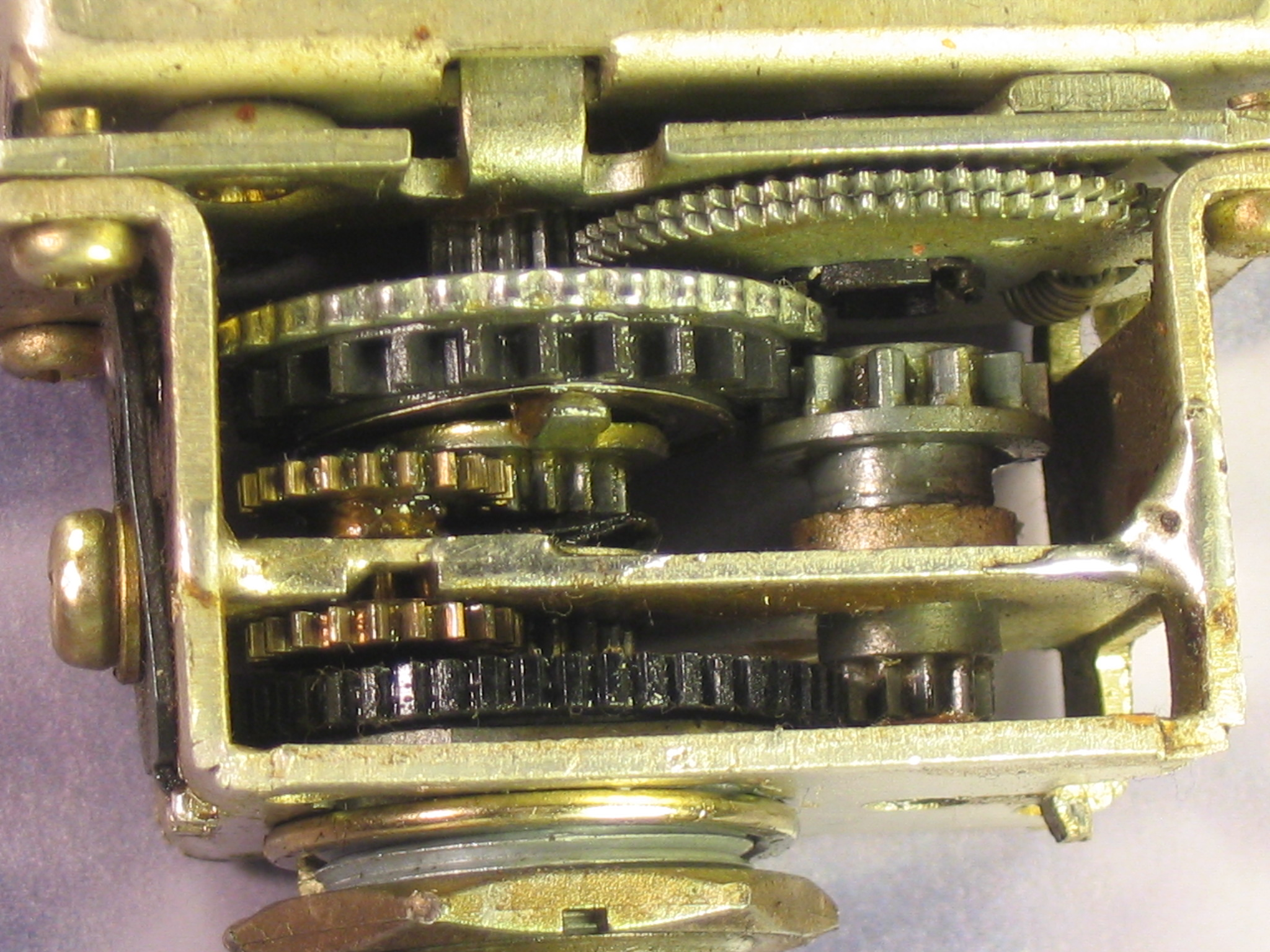
Una trasmissione a ingranaggi

Il rapporto di trasmissione, inteso come rapporto di riduzione o RdR tra due organi rotanti è il rapporto matematico dato dalla velocità angolare della ruota motrice (conduttrice o movente) diviso quella della ruota condotta (cedente), ovvero:

{\displaystyle {\frac {z_{2}}{z_{1}}}={\frac {d_{2}}{d_{1}}}={\frac {r_{2}}{r_{1}}}={\frac {\omega _{1}}{\omega _{2}}}}

dove si è indicato con {\displaystyle \omega _{1}} la velocità angolare della ruota motrice del rotismo (o movente) e con {\displaystyle \omega _{2}} la velocità angolare della ruota condotta (o cedente), con {\displaystyle {z_{2}}} il numero di denti della ruota condotta e con {\displaystyle {z_{1}}} il numero di denti della ruota motrice.

Allo stesso modo a volte il rapporto di trasmissione viene inteso come rapporto di guadagno, che corrisponde ad {\displaystyle {\frac {1}{RdR}}={\frac {z_{1}}{z_{2}}}={\frac {d_{1}}{d_{2}}}={\frac {r_{1}}{r_{2}}}={\frac {\omega _{2}}{\omega _{1}}}}, questo modo d'intendere può risultare comodo per ricavare altri parametri, come lo sviluppo metrico, dove è sufficiente moltiplicare la circonferenza della ruota per il rapporto di guadagno.
Nella pratica, per le ruote dentate il rapporto di trasmissione viene indicato anche come rapporto tra i diametri nominali o tra i numeri di denti delle ruote dell'ingranaggio; nel caso delle pulegge, dal rapporto tra i diametri della superfici di contatto per la cinghia.

Il rapporto quindi dipende strettamente dalla forma e dalla configurazione degli ingranaggi e in particolare dal diametro delle ruote.

### Tipo di trasmissione
Il rapporto di trasmissione inteso come rapporto di riduzione ({\displaystyle {z_{2}}/{z_{1}}} = {\displaystyle \omega _{1}}/{\displaystyle \omega _{2}} ), a seconda di come altera i parametri in gioco, si definisce come:
- Riducente: nel caso il rapporto sia maggiore di 1, dove la ruota condotta è più lenta ma può generare una coppia di forze maggiore.
- Imparziale, nel caso il rapporto sia uguale a 1, dove la ruota condotta gira alla stessa velocità della ruota conduttrice e con ugual coppia.
- Moltiplicante, nel caso il rapporto sia minore di 1, dove la ruota condotta gira più velocemente della ruota conduttrice, ma con meno coppia.

La potenza in una trasmissione ideale si conserva.
Ricordando che la potenza è il prodotto tra coppia e velocità angolare, se la ruota condotta gira più velocemente della motrice essa ha una coppia minore, se ruota più lentamente ha una coppia maggiore. Se con la bicicletta inserisco un rapporto che mi fa andare più lentamente, ho maggiore coppia per affrontare una salita, pur rimanendo con la stessa potenza, quella dei miei muscoli.

### Uso

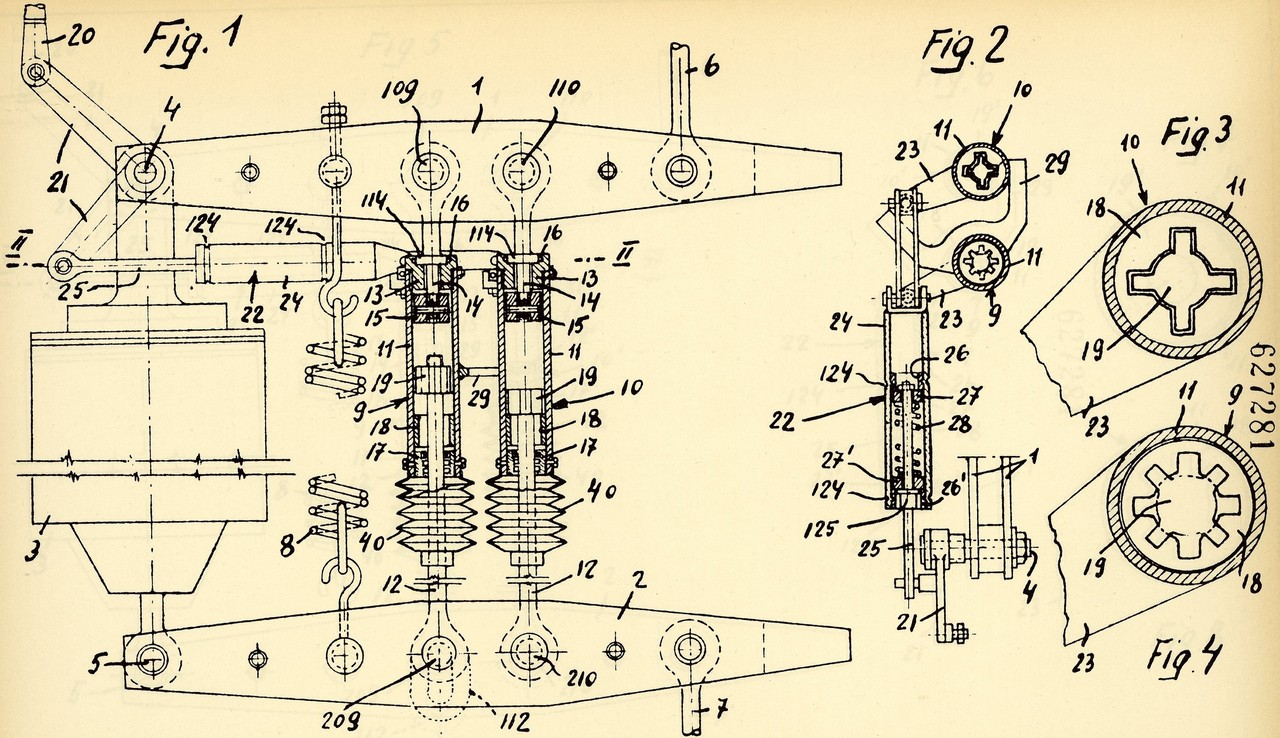
Variatore del rapporto di trasmissione, disegno per un brevetto del 1960

In meccanica l'uso di riduttori meccanici è molto più frequente rispetto all'uso di moltiplicatori, dato che per natura i motori mantengono regimi di rotazione elevati.
Un esempio pratico del rapporto di trasmissione è il cambio della bicicletta. Spostando la catena su una ruota dentata più piccola l'avanzamento diventa più veloce, ma si fa più fatica a spingere sui pedali. 
Con una ruota dentata piccola sul movimento centrale e una grande sul mozzo posteriore invece la velocità è ridotta, ma la coppia permette di superare salite maggiori con meno sforzo.
Nelle auto, agendo sulle marce si varia il rapporto di trasmissione tra l'albero motore e l'asse di trazione.

### Rapportatura delle cambiate
Le marce possono essere più o meno ravvicinate tra loro, principalmente a seconda del numero di marce totali, numero che dipende molto dall'elasticità di funzionamento del motore e dal tipo d'impiego del mezzo, con la prima più o meno lunga rispetto al rapporto più veloce, principalmente a seconda del tipo d'impiego del mezzo e la progressione delle marce più essere varia, principalmente secondo le preferenze di guida, i tempi di cambiata e delle curve caratteristiche del motore.
Il numero delle marce viene determinato dall'elasticità del funzionamento del motore, dove più la curva di coppia del motore è costante, meno marce sono necessarie, in quanto il regime di funzionamento prestazionale del motore è esteso, rendendo meno necessario l'utilizzo di molte marce, le quali oltre a non garantire un significativo miglioramento prestazionale, inducono ad un maggiore attrito da parte del cambio, di conseguenza il numero delle marce viene aumentato solo per garantire più facilmente il mantenimento di un regime che permetta di ridurre il consumo e/o la produzione di gas inquinanti.
La lunghezza del primo rapporto viene inciso molto dal tipo d'impiego, dove i mezzi ad uso sportivo su piste con velocità minime molto vicine a quelle massime, viene utilizzano un primo rapporto molto lungo, il quale viene ridotto con le piste dove la velocità minima risulta più distante da velocità massima, per i mezzi stradali si utilizza un primo rapporto che generalmente permette una velocità che si attesta tra il 20-30% della velocità massima, ma che può raggiungere anche il 50% nei mezzi più sportivi, mentre per i veicoli pesanti, da fuoristrada, veicoli stradali per zone rurali o veicoli industriali, la prima marcia può essere ulteriormente più lenta e in alcuni casi si dispone anche di un riduttore.
La rapportatura delle marce può essere principalmente di due tipi, costante o a progressione, dove in caso di rapportatura del tipo costante di regime o velocità, dove nel primo caso ad ogni cambiata si ha sempre un aumento riduzione dei regimi motore pos-cambiata costanti (in questo caso il cambio è caratterizzato da un aumento progressivo della velocità per ogni marcia), mentre nel secondo caso la variazione del regime si riduce salendo con la rapportatura, mentre nel caso di rapportatura progressiva di regime o velocità, dove nel primo caso la variazione del regime tra le varie marce si riduce salendo con la rapportatura (con un salto di velocità tra le varie marce che può essere costante, riduttivo o progressivo), mentre nel secondo caso la variazione del regime viene influenzata molto a seconda dell'aumento progressivo in velocità delle marce.
Generalmente i cambi non sono puramente progressivi o costanti, ma hanno caratteristiche variabili a seconda del loro impiego, come le prime marce che sono a rapportatura a regime costante e le ultime a regime progressivo, inoltre l'ultimo rapporto può essere dimensionato per raggiungere la velocità massima possibile oppure essere più lungo, permettendo velocità inferiori (causa eccessive resistenze aerodinamiche) e ridurre i consumi.

## Formule per il calcolo del rapporto di trasmissione
Il rapporto di trasmissione (i) si calcola tramite il rapporto tra i raggi (o i diametri) delle primitive delle ruote dentate:
{\displaystyle i={\frac {r_{2}}{r_{1}}}={\frac {d_{2}}{d_{1}}}}
Si definisce passo circonferenziale l'arco di primitiva di lunghezza:
{\displaystyle p={\frac {2\pi r_{1}}{z_{1}}}={\frac {2\pi r_{2}}{z_{2}}}}
e si definisce passo diametrale, o modulo, m di una ruota dentata il rapporto del passo circonferenziale e π:
{\displaystyle m={\frac {p}{\pi }}={\frac {2r_{1}}{z_{1}}}={\frac {2r_{2}}{z_{2}}}}
questo rapporto pone in relazione il raggio della circonferenza primitiva della ruota dentata ed il numero di denti della ruota stessa, quindi il rapporto di trasmissione è esprimibile come:
{\displaystyle {\frac {z_{2}}{z_{1}}}={\frac {d_{2}}{d_{1}}}={\frac {r_{2}}{r_{1}}}={\frac {\omega _{1}}{\omega _{2}}}}
dove: 
- i termini con pedice 1 si riferiscono alla ruota conduttrice
- i termini con pedice 2 alla ruota condotta
- z numero di denti presenti sulla ruota
- d diametro della ruota
- ω velocità angolare della ruota.

## Il rapporto di trasmissione in ambito ciclistico
Sviluppo metrico
Il rapporto di trasmissione espresso come sviluppo metrico equivale alla distanza, espressa in metri, percorsa dalla bicicletta ad ogni giro completo di pedale
{\displaystyle {\text{sm}}={{\text{ndc}} \over {\text{ndp}}}\times {\text{cr}}}
Dove
sm = sviluppo metrico
cr = circonferenza della ruota
ndc = numero di denti della corona
ndp = numero di denti del pignone
Sviluppo in pollici o Gear Inches
Il rapporto di trasmissione espresso in Gear Inches o sviluppo in pollici è uguale al diametro in pollici della ruota di un biciclo con equivalente sviluppo metrico.
{\displaystyle {\text{gi}}={{\text{ndc}} \over {\text{ndp}}}\times {\text{Drp}}}
Dove
gi = gear inches
Drp = diametro della ruota espresso in pollici
ndc = numero di denti della corona
ndp = numero di denti del pignone

Rapporto di guadagno o Gain ratio
Il valore di gain ratio o rapporto di guadagno esprime con un numero puro il rapporto fra la distanza percorsa dal perno del pedale e quella percorsa dalla ruota, introducendo come ulteriore elemento la lunghezza della pedivella (intesa come distanza fra il centro del perno del pedale e il centro dell'asse del movimento centrale).
{\displaystyle {\text{gr}}={{\text{r}} \over {\text{lp}}}\times {{\text{ndc}} \over {\text{ndp}}}}
Dove
gr = gain ratio
r = raggio della ruota
lp = lunghezza della pedivella
ndc = numero di denti della corona
ndp = numero di denti del pignone

## Il rapporto di trasmissione in ambito ferroviario
Il rapporto di trasmissione è una misura importante nelle locomotive. Sui mezzi elettrici odierni il rapporto è costante, dato che il motore elettrico è in grado di fornire coppia anche con velocità di rotazione nulla (diversamente dal motore termico). 
Nella descrizione tecnica delle locomotive, per le quali viene spesso indicato come fattore da prendere in considerazione, onde valutare la destinazione d'uso di un veicolo bisogna tenere presente che un mezzo con un rapporto di trazione molto alto è più adatto al traino di treni pesanti come i merci, uno con rapporto basso è più veloce e quindi meglio sfruttato per i treni passeggeri.

## Rapporto di trasmissione in sistemi a forza pulsante[5]
Nei sistemi che non esercitano una forza continua (caso tipico dei motori elettrici), ma anzi hanno un'elevata fluttuazione dell'energia trasmessa (come nei propulsori con pistoni a movimento alternativo del tipo monocilindrici), che a seconda dei casi tale forza può variare anche nella direzione della forza oltre che nella sola intensità. Questo porta ad avere una maggiore sollecitazione in determinati fasi, che nel caso degli ingranaggi può creare un maggiore consumo localizzato, evento che si verifica se tale problematica non viene opportunamente considerata.
I sistemi che sono maggiormente sottoposti a questi eventi sono quelli più vicini alla fonte motrice (albero a gomiti del propulsore), quindi sistema di distribuzione, trasmissione primaria e contralbero e a seconda del sistema sono stati utilizzate soluzioni differenti.
Nel caso delle distribuzioni si ragiona facendo distribuire il momento di maggiore sforzo lungo la cinghia/catena e delle relative articolazioni della stessa (determinando la lunghezza di tale organo evitando i multipli rispetto alla puleggia motrice) o su denti differenti nel caso delle distribuzioni a ingranaggi/coppie coniche (distribuendo la riduzione di trasmissione su tutte le coppie degli ingranaggi).
Nelle trasmissioni primarie si utilizzano dei parastrappi che possono essere in gomma o elementi in acciaio armonico che vengono poste tra la frizione e l'ingranaggio che la connette al pignone motore. Nei contralberi gli ingranaggi utilizzati sono del tipo elastico, che possono essere del tipo complesso e quindi costruito in due parti che vengono tenute distanti da molle oppure nel sistemi più economici e meno impegnativi possono essere resi elastici da particolari disegni delle razze di connessione (inclinate o curve e dalla relativa lunghezza della razza) e anche dal materiale di realizzazione dell'ingranaggio.
Sistemi di controllo delle vibrazioni o fluttuazione della forza trasmessa a volte (usuale nel caso delle motociclette) vengono attuati anche nella trasmissione finale, dove viene utilizzato un parastrappi in gomma o elementi in acciaio armonico tra la corona e la ruota.